# Xander van der Veeke
Xander van der Veeke (Rotterdam, 29 april 1974) is een voormalig Nederlands voetballer die in het seizoen 1997/98 onder contract stond bij FC Zwolle. Hij speelde als middenvelder.

## Statistieken
| Seizoen | Club      | Land      | Competitie     | Wed. | Goals |
| ------- | --------- | --------- | -------------- | ---- | ----- |
| 1997/98 | FC Zwolle | Nederland | Eerste divisie | 10   | 0     |
| Totaal  | Totaal    | Totaal    | Totaal         | 10   | 0     |